# Brandon Walsh
Brandon Walsh je lik iz serije Beverly Hills, 90210 kojeg je glumio kanadsko-američki glumac Jason Priestley. U seriji je bio jedan od glavnih likova do odlaska iz serije u 9. sezoni.

## Kratki opis
Brandon Walsh je šestnaestogodišnjak koji se s obitelji seli iz Minneapolisa u predgrađe Hollywooda u Beverly Hills. Otac mu je Jim Walsh a majka Cindy Walsh koji su jako dobri roditelji.
Brandonova sestra Brenda nije bila sretna s odlaskom iz Minnesote pa ju je Brandon stalno tješio. Kada je došao u srednju školu, Brandon se sprijateljio s Steveom Sandersom, školskim zabavljačem koji je većinu školskih dana proveo u kazni.
Tokom godina Brandon je imao i konflikata s Brendinim dečkom Dylanom McKayom koji je imao poteškoće s alkoholom. Kroz cijeli tok vremena Brandon je od svih drugih ljudi imao najmanje problema i bio je uvijek taj koji je smirivao situaciju jer nije pio, pušio i nije se drogirao. U 9. sezoni Brandon je dobio posao u Washington D.C-u te je napustio Beverly Hills. Brandon je tako bio posljednji iz obitelji Walsh koji je napustio Beverly Hills, i jedino njegovo pojavljivanje u seriji nakon njegovog odlaska je bilo na video snimci na kojoj je prikazano vjenčanje Donne i Davida.

## Ljubav
Tijekom boravka u Beverly Hillsu, Brandon je imao mnogo veza, Jedna od prvih veza bila mu je s Andreom Zuckerman s kojom je imao neseksualni odnos, kasnije se Andrea udala. Imao je mnogo prolaznih veza s Emily Valentine, Nikki Witt, Lucinda Nicholson i mnogim drugima.
Ljubav s Kelly Taylor počela je kada je Dylan prekinuo s njom, trajala je sve dok Brandon nije otišao u Washington. Tijekom te veze nekoliko puta se potukao s Dylanom zbog Kelly.